# Строганівка (Каховський район)
Строга́нівка (колишня назва Джайпа, крим. Caypa) — село в Україні, у Присиваській сільській громаді Каховського району Херсонської області. Населення становить 1435 осіб.

## Історія
Станом на 1886 рік в колонії мешкало 1377 осіб, налічувалось 197 дворів, існували православна церква, школа, лавка.
Під час організованого радянською владою Голодомору 1932—1933 років помер щонайменше 21 житель села.
24 лютого 2022 року село тимчасово окуповане російськими військами під час російсько-української війни.

## Населення
Згідно з переписом УРСР 1989 року чисельність наявного населення села становила 1500 осіб, з яких 701 чоловік та 799 жінок.
За переписом населення України 2001 року в селі мешкали 1434 особи.

### Мова
Розподіл населення за рідною мовою за даними перепису 2001 року:
| Мова       | Відсоток |
| ---------- | -------- |
| українська | 81,60 %  |
| російська  | 5,02 %   |
| вірменська | 0,42 %   |
| білоруська | 0,35 %   |
| молдовська | 0,07 %   |
| інші       | 12,54 %  |

## Особистості
Народились:
- Кушнеренко Михайло Михайлович (1938) — український політичний і державний діяч. Голова Херсонської облдержадміністрації (1997—1998). Депутат Верховної Ради УРСР 11-го скликання. Член Ревізійної комісії КПУ в 1986—1990 роках. Член ЦК КПУ в 1990—1991 роках.